# Adolphe Burnat
Pour les articles homonymes, voir Burnat.

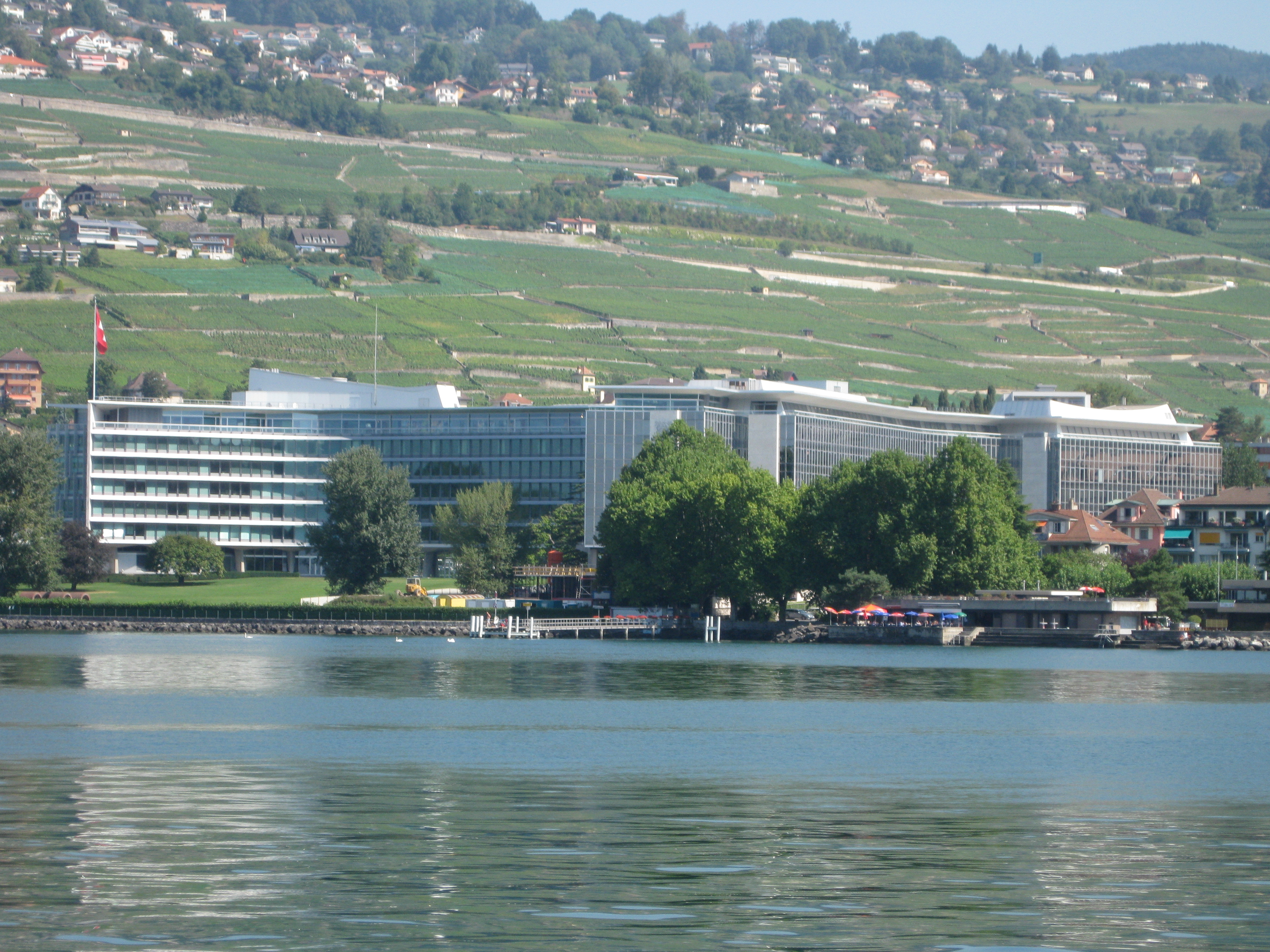
Bâtiment administratif de Nestlé SA.

Adolphe Burnat est un architecte suisse né le 13 septembre 1872 à Vevey et mort le 7 novembre 1946 au Châtelard sur Montreux. Établi à Vevey, dans le canton de Vaud, il a beaucoup travaillé avec Paul Nicati sous la raison sociale Burnat et Nicati.

## Biographie
Adolphe Burnat, fils de l’architecte Ernest Burnat, étudie en 1892-1896 à l’École spéciale d'architecture et chez Jean-Louis Pascal à Paris, puis séjourne en Allemagne, en France, Italie, Hollande et Belgique. En novembre 1899, il s’associe à Paul Nicati, dont le père, Charles Nicati, était déjà associé au père d’Adolphe, Ernest Burnat. Adolphe Burnat est très engagé dans la restauration monumentale, membre de la commission cantonale vaudoise des monuments historiques, restaurateur entre autres du château de Chillon et de la cathédrale de Lausanne. Il collabore également à la publication d’un volume vaudois de la série des Maisons bourgeoises de la Suisse.
Il fut l'époux de Marguerite Burnat-Provins, qui le quitta pour son amant Paul de Kalbermatten.

## Réalisations
- Veytaux, restauration du château de Chillon.
- Lausanne, restauration de la cathédrale de Lausanne.
- La Tour-de-Peilz, villas Bellaria (1905)[3].
- Chexbres, Grand Hôtel[3].
- Vevey, Premier bâtiment administratif Nestlé (1913-1917) et restauration de l’Église réformée Saint-Martin de Vevey.
- Vevey, hôpital de la Providence (1935).
- Noville, restauration du temple (1897-1899)[4].

## Publications
- La fête des vignerons 1905 (mise en scène René Morax ; plans dessinés par A. Burnat), [S.l.], [s.n.], 1905.
- « Le château de L'Isle », in Revue historique vaudoise, 1930, p. 209-220.